# Union Luxemburg
Union Luxemburg was een Luxemburgse voetbalclub uit de hoofdstad Luxemburg. De club speelde vaak aan de top maar won aanvankelijk niet zoveel titels, tot begin jaren negentig toen de club drie titels op rij won. Omdat er nogal wat clubs uit de hoofdstad waren en het steeds moeilijker werd om aan de top te blijven drong de club aan op een fusie met Spora Luxemburg en CS Alliance 01 (de opvolger van Aris Bonnevoie). De clubs fuseerden in 2005, Spora en Union degradeerden dat jaar en dat was dus een roemloos einde voor de clubs. Omdat Alliance in 1ste kon blijven mocht de fusieclub Racing FC Union Luxemburg ook in de hoogste klasse beginnen.

## Geschiedenis

### US Hollerich/Bonnevoie
US Hollerich/Bonnevoie werd opgericht in 1908 toen Hollerich nog niet tot Luxemburg-stad behoorde. De club was erg succesvol en behaalde 5 titels op rij, al waren er twee jaar tussen 1912 en 1914, maar in 1913 was er geen competitie. Na de fusie van Hollerich in de hoofdstad werd de naam veranderd in Union Luxemburg. In 1925 lijfde de club Jeunesse Sportive Verlorenkost in en dit jaar wordt gezien als het oprichtingsjaar van Union Luxemburg, ook al speelde de club reeds 5 jaar onder die naam.

### Union Luxemburg
Twee jaar na de fusie werd de club kampioen, maar daarna zou het even duren voordat de club nieuwe successen zou boeken. De titel werd immers gevolgd door een laatste plaats. In de tweede klasse werd de club met 4 punten voorsprong op US Dudelange kampioen. De volgende jaren vestigde de club zich in de middenmoot, met enkele vierde plaatsen als hoogste notering. De hele jaren dertig behaalde men geen successen en men verloor twee bekerfinales.
Tijdens de bezetting in de Tweede Wereldoorlog werd de club door de Duitsers Verein für Rasenspiele 08 Luxemburg genoemd. In 1947 deed de club het nog eens wat beter met een vierde plaats op twaalf clubs en een eerste bekeroverwinning, tegen Stade Dudelange die al jaren de competitie beheerste. Het volgende seizoen werd Union zelfs vicekampioen. Hierna behaalde de club geen noemenswaardige successen in de competitie tot 1955, toen de derde plaats bereikt werd. In 1959 won de club voor de tweede keer de beker, dit keer tegen CS Grevenmacher.
De jaren 60 luidden een betere periode in voor de club in de competitie, maar ook in de bekerfinale. In 1961 en 1962 verloor de club de bekerfinale van Alliance Dudelange, in dat laatste jaar won de club wel voor de tweede maal de landstitel. De volgende twee seizoenen werd Union vicekampioen en won twee keer de beker, tegen Spora en Aris. Door deze successen mocht de club ook deelnemen aan de Europacups, die nog maar enkele jaren bestonden. De eerste confrontatie met AC Milan liep uit op een nederlaag. Net zoals alle andere Luxemburgse clubs zou ook Union geen rol van betekenis kunnen spelen op Europees vlak. Ook in 1965 en 1966 werd Union vicekampioen. Eind jaren zestig eindigde Union in de subtop en won in 1969 en 1970 nog eens de beker. Het volgende seizoen won de club voor de eerste keer een wedstrijd in een Europabeker. Göztepe Izmir verloor met 1-0, maar had de kwalificatie al min of meer veilig gesteld in de heenronde toen het met 5-0 won. Datzelfde jaar won de club ook opnieuw de landstitel. Na deze gouden periode van 11 jaar werd de club met de voeten op de grond gezet in 1972 toen degradatie maar net vermeden werd. Union herpakte zich wel weer en ging wat op en neer in de rangschikking de volgende seizoenen tot de club in 1976 na 47 seizoenen uit de hoogste klasse degradeerde.
Na één seizoen promoveerde Union terug. De club belandde in de beter middenmoot en speelde eind jaren tachtig weer van boven mee. Van 1990 tot 1992 werd de club drie keer op rij landskampioen. In 1991 won de club zelfs de dubbel. De laatste trofee in de prijzenkast van de club was een bekerzege in 1996. Union bleef meestal wel in de betere middenmoot, maar in 2005 werd de club voorlaatste. Stadsrivaal Spora eindigde net één plaatsje hoger en Alliance '01 werd 7de. De drie clubs fusioneerden en door de plaats van Alliance kon de fusieclub, Racing FC Union Luxemburg in de hoogste klasse starten.

## Erelijst
- Landskampioen

Winnaar (6): 1927, 1962, 1971, 1990, 1991, 1992
Tweede (9): 1922, 1948, 1963, 1964, 1965, 1966, 1973, 1993, 1998
- Beker van Luxemburg

Winnaar (10): 1947, 1959, 1963, 1964, 1969, 1970, 1986, 1989, 1991, 1996
Finalist (10): 1923, 1926, 1933, 1937, 1961, 1962, 1967, 1978, 1983, 1997

## Eindklasseringen
| 8 |

| 4 |

| 2 |

| 7 |

| 5 |

| 7 |

| 8 |

| 6 |

| 5 |

| 3 |

| 9 |

| 7 |

| 7 |

| 7 |

| 4 |

| 3 |

| 1 |

| 2 |

| 2 |

| 2 |

| 2 |

| 3 |

| 3 |

| 4 |

| 5 |

| 1 |

| 10 |

| 2 |

| 6 |

| 3 |

| 11 |

| 2 |

| 6 |

| 3 |

| 4 |

| 6 |

| 5 |

| 9 |

| 6 |

| 6 |

| 6 |

| 4 |

| 4 |

| 3 |

| 1 |

| 1 |

| 1 |

| 2 |

| 3 |

| 5 |

| 3 |

| 3 |

| 2 |

| 4 |

| 6 |

| 7 |

| 3 |

| 4 |

| 6 |

| 11 |

| Nationaldivisioun | Éirepromotioun |

## In Europa
Union Luxemburg speelde sinds 1962 in diverse Europese competities. Hieronder staan de competities en in welke seizoenen de club deelnam:
- Champions League (1x)

1992/93
- Europacup I (4x)

1962/63, 1971/72, 1990/91, 1991/92
- Europacup II (10x)

1963/64, 1964/65, 1969/70, 1970/71, 1978/79, 1984/85, 1986/87, 1989/90, 1996/97, 1997/98
- UEFA Cup (4x)

1973/74, 1988/89, 1993/94, 1998/99
- Intertoto Cup (3x)

1999, 2002, 2003
- Jaarbeursstedenbeker (2x)

1965/66, 1966/67

## Bekende spelers
- Marc Birsens
- Gordon Braun
- Claude Ganser
- Jean-Paul Girres
- Joël Groff

- Gérard Jeitz
- Robert Langers
- Patrick Morocutti
- Claude Reiter

- Tom Schnell
- Laurent Schonckert
- Serge Thill
- Thomas Wolf